# 제너럴 모터스 센터
제너럴 모터스 센터(General Motors Centre)은 캐나다 온타리오주 오샤와에 위치한 실내 경기장이다. 과거 NBL 캐나다 오샤와 파워의 홈경기장으로 사용했다.